# ングウェヴ
ングウェヴ（学名 Ngwevu）は、南アフリカ共和国のジュラ紀後期の地層、エリオット層で産出したマッソスポンディルス科の恐竜の属の一つ。ホロタイプで唯一の標本であるBP/1/4779は、1978年にジェームズ・キッチングによって発見された。種の学名は「Ngwevu intloko 」である。この種は1990年から2004年の間、垂直方向に変形した頭骨をもつマッソスポンディルスの標本と考えられていた。しかし2019年に再研究され、その形質は変形ではなく新属と見なすべき特徴であるとされた。この属は主にマッソスポンディルスよりも頭骨が堅牢であることによって区別される。